# فلس (تیرول)
فُلس (به آلمانی: Völs) یک منطقهٔ مسکونی در اتریش است که در اینسبروک لند واقع شده‌است. فلس ۵٫۶۲ کیلومتر مربع مساحت دارد ۵۷۴ متر بالاتر از سطح دریا واقع شده‌است.